# Спеціальна операція проти екс-податківців Януковича
Спеціальна операція проти екс-податківців Януковича — комплекс спеціальних заходів в Україні щодо розслідування економічних злочинів, здійснених фіскальними службами часів президента Януковича. Станом на 2019 рік за жодним з кримінальних проваджень не винесено вироків суду. 

## Передумови
Колишній президент України Віктор Янукович за час свого перебування на посаді фактично перетворив державу Україна на одне з найбільших злочинних угрупувань, яким керували представники його «сім'ї». Пограбування країни планувалось і здійснювалось на рівні вищих державних посадовців, якими були створені «податкові майданчики» для відмивання і виведення коштів за кордон. Ключову роль у цій схемі відігравав екс-міністр доходів і зборів України Олександр Клименко, який протягом 2011—2013 зареєстрував на свого батька низку офшорних компаній на Британських Віргінських островах і на Кіпрі. Гроші, виведені з бюджету за допомогою цих компаній легалізовувались в європейських банках через офшорні рахунки і частково поверталися у приватні компанії України.
Загалом, за оцінками керівництва України, Янукович зі своїм оточення вивів у офшорні рахунки близько $70 млрд.

## Спеціальні операції

### Затримання Насірова
7 лютого 2017 року міністр фінансів Олександр Данилюк звернувся до НАБУ з проханням перевірити поїздку Насірова на інавгурацію президента США Дональда Трампа та звинуватив Насірова в ігноруванні доручень. Слідчий НАБУ викликала Насірова для дачі свідчень 6 березня. В той же день в кабінеті Насірова в ДФС був проведений обшук співробітниками НАБУ і САП, в результаті якого були вилучені деякі документи, сам Насіров ввечері ліг в лікарню «Феофанія».
2 березня 2017 року Національне антикорупційне бюро України повідомило про затримання голови Державної фіскальної служби Романа Насірова. Затримання відбулось у Феофанії під час проведення обшуку у рамках розслідування газової справи екс-нардепа Олександра Онищенка.
Одразу після арешту Насіров заявив про проблеми із здоров'ям і ліг до лікарні Феофанія.
Юлія Марушевська назвала Насірова «диспетчером» корупційних митних та податкових потоків, пояснюючи, що він не є самостійною фігурою, а виконує відведену кимось з олігархів роль. Формально Насірову не було обрано запобіжний захід.

### Розробка екс-податківців
24 травня 2017 українські правоохоронці в 15 областях України провели спецоперацію проти окремих посадовців часів президента Януковича, зокрема — екс-податківців. На той час ця операція стала найбільшою антикорупційною операцією у країні. До операції були залучені 2 000 поліцейських та 500 прокурорів. В ході проведення операції було здійснено 450 обшуків і 23 екс-податківці були затримані. Для обрання запобіжного заходу деяких затриманих доправляли до Києва вертольотами. 7 осіб було заарештовано, сума застави склала 350 млн гривень.
В ході операції були зібрані докази того, що Податкова служба України під керівництвом Олександра Клименка завдала державі збитків на суму 95,921 млрд гривень.
14 липня 2017 була проведена операція в містах Києві та Одесі, у тому числі на трьох поверхах бізнес-комплексу «Gulliver», в ході якої був здійснений 183 обшуки у приміщеннях, що належать екс-міністру Клименко.
В ході проведення операції було заблоковане майно Олександра Клименка та споріднених бізнес структур на суму $12 млрд..
11 серпня 2016 року Печерський суд Києва відмовив Прокуратурі України в заочному слідстві стосовно колишнього Клименка. Як заявила згодом військова прокуратура, протягом 2011—2013 Клименко зареєстрував на свого батька низку офшорних компаній на Британських Віргінських островах і на Кіпрі. Гроші, виведені з бюджету за допомогою цих компаній легалізовувались в європейських банках через офшорні рахунки і частково поверталися до приватних компаній України. Також у справі фігурував брат Клименка Антон. У вересні 2019 року єдиний свідок у цій справі, донецький підприємець Владислав Дрегер у відеозверненні заявив, що всі його покази було сфальшовано. Зокрема, Дрегер заявив, що покази були сфальшовані ним за планом, розробленим спільно з військовим прокурором Анатолієм Матіосом та його прокурорами.

## Результати
Станом на 2019 рік, за жодним з кримінальних проваджень щодо Клименка, не винесено вироків суду. Одне з проваджень було передано до суду. Клименко називає тиск на нього «політичним».
19 травня 2020-го у ВАКС заявили, що Клименко не перебуває в міжнародному розшуку, а тому його заочний арешт було скасовано.